# Priscilla Quintana
Priscilla Quintana, född 11 augusti 1992 i Downey, Kalifornien, är en amerikansk skådespelare.
Quintana har bland annat medverkat i TV-serierna Pandora (2019-2020), Good Trouble (2020-2023), Based on a True Story från 2023. Hon har medverkat i filmen Polaroid från 2019.

## Filmografi (i urval)
- 2019 – Polaroid
- 2019–2020 – Pandora (TV-serie)
- 2020–2023 – Good Trouble (TV-serie)
- 2023 – Based on a True Story (TV-serie)